# Бонка Пинджева
Бонка Рангелова Пинджева (болг. Бонка Рангелова Пинджева, нар. 12 жовтня 1970, С'єдинєніє, Пловдивська область) — болгарська спортсменка, веслувальниця на байдарці, призерка чемпіонатів світу і Європи.
Бонка Пинджева закінчила факультет фізичного виховання Пловдивського університету імені Паїсія Хилендарського. 

## Спортивна кар'єра
Бонка Пинджева народилася в С'єдинєнії, але змалку росла в Пловдиві і займатися веслуванням на байдарці почала в місцевому спортивному клубі.
Дебютувала на чемпіонаті світу 1990 року, зайнявши двадцять друге місце в змаганнях байдарок-одиночок на дистанції 5000 м.
На Олімпійських іграх 1992 Пинджева брала участь в змаганнях байдарок-двійок і байдарок-четвірок, але в обох видах не зуміла вийти до головного фіналу.
На Олімпійських іграх 1996 в змаганнях байдарок-двійок Пинджева в парі з 
Нелі Зафіровою знов не зуміла вийти до фіналу.
На чемпіонаті Європи 1997 в змаганнях байдарок-одиночок на дистанції 200 м зайняла сьоме місце.
На чемпіонаті світу 1998 в змаганнях байдарок-одиночок на дистанції 200 м зайняла восьме місце.
На чемпіонаті Європи 1999 зайняла п'яте місце в змаганнях байдарок-одиночок на дистанції 200 м, а в змаганнях байдарок-двійок в парі з Нелі Зафіровою на дистанції 200 м зайняла сьоме місце.
На чемпіонаті Європи 2000 зайняла дев'яте місце в змаганнях байдарок-одиночок на дистанції 500 м, а в парі з Нелі Зафіровою в змаганнях байдарок-двійок на дистанції 200 м зайняла восьме місце, а в змаганнях байдарок-двійок на дистанції 500 м зайняла п'яте місце.
Пинджева не зуміла пройти відбір на Олімпійські ігри 2000, але продовжила виступи. Її новою постійною напарницею в змаганнях байдарок-двійок стала Деляна Дачева.

### Результати виступів Пинджевої і Дачевої
| змагання              | К-2 200 м: місце | К-2 500 м: місце | К-2 1000 м: місце |
| --------------------- | ---------------- | ---------------- | ----------------- |
| Чемпіонат Європи 2001 | —                | 8                | 8                 |
| Чемпіонат світу 2001  | 7                | 7                | 6                 |
| Чемпіонат Європи 2002 | 5                | 4                | 4                 |
| Чемпіонат світу 2002  | Бронза           | 4                | 4                 |
| Чемпіонат світу 2003  | 4                | Срібло           | 6                 |
| Чемпіонат Європи 2004 | 5                | 5                | Бронза            |

На Олімпійських іграх 2004 Бонка Пинджева разом з Деляною Дачевою в змаганнях байдарок-двійок фінішували першими в півфіналі, але у фіналі показали лише шостий результат.

## Особисте життя
Чоловік — Ніколай Бухалов, веслувальник на каное, дворазовий олімпійський чемпіон.
Син — Олександр (2006).